# 松田トシ
松田 トシ（まつだ トシ、1915年3月7日 - 2011年12月7日）は、日本の歌手、声楽家（声域はソプラノ）。松田敏江の芸名でも活動した。

## 経歴
神奈川県横浜市出身。東京音楽学校本科卒業。在学中は長坂好子、マリヤ・トルに師事。卒業後、日本大学芸術科や東京女子体操音楽学校の講師となる。
1936年、NHKにおいて「フォーレ歌曲」を初放送。その後は国民歌謡で、「蘭花の頌」「満州帝国皇帝陛下奉迎国民歌」「日本婦人の歌」を放送。戦後もラジオ歌謡で「白鳥の歌」「ブンガワン・ソロ」など吹込みヒットさせた。
1949年8月からは、NHKで放送開始した『うたのおばさん』に約15年間出演。安西愛子と共に「うたのおばさん」として親しまれた。
1954年12月31日、「村の娘」で第5回NHK紅白歌合戦に初出場。この第5回紅白の松田の歌のラジオ中継の音声が現存し、2004年にNHKのラジオ番組で紹介されている。
1960年代や1970年代には、日本テレビのオーディション番組『スター誕生!』や『勝ち抜きしりとり歌合戦』の審査員としても出演し、『スター誕生!』では約10年にわたり、出場者にアドバイスをした。
1971年、第一回日本童謡賞特別賞受賞。1975年、上田女子短期大学副学長になる。藍綬褒章受章。
1982年にラストコンサートを開き、歌手業からは引退するも歌の講師は続けており、90歳を越えても講師業などで多忙な日々を送っていた。
1987年、勲四等瑞宝章受章。
2007年、社団法人日本歌手協会主催の歌謡祭にゲスト出演。
2011年12月7日、老衰のため東京都世田谷区の高齢者施設にて死去。96歳没。生涯独身で、喪主は友人である観世元康が務めた。
2012年、松田の後見人となった観世が社会福祉法人善光会に松田愛用のピアノを寄贈した。
東京芸術大学では、OGでもある松田の業績を称え「松田トシ賞」を創設。毎年、声楽科の優秀者に授与されている。

## 人物
後進の育成にも力をいれており、岩崎宏美・良美姉妹、石井健三、新沼謙治、鈴木より子、神野美伽は音楽教室の門下生である。
『スター誕生!』では、辛口審査員として出場者に厳しいコメントをすることで有名で、番組の売りの一つでもあった。また出場者の好き嫌いがはっきりとしており、合格に達しないと判断した出場者には「やめた方がいいわよ」「顔だけ美人はミス何とかに出てなさい」などの言葉を残した他、中森明菜が出場した際は「あなた、歌は上手だけど顔が子供っぽいから無理ね。童謡でも歌っていたほうがいいんじゃない？」と特に手厳しく酷評している。
初期のディズニー作品には何度か声優として参加しており、ウォルト・ディズニーと対面したこともあったという。

## NHK紅白歌合戦出場歴
| 年度/放送回              | 曲目   | 対戦相手 |
| ------------------------ | ------ | -------- |
| 1954年（昭和29年）/第5回 | 村の娘 | 藤山一郎 |

## 出演

### 映画
- あんみつ姫 - 甘茶の方 役

### アニメ
- シンデレラ（ナレーター）※初公開版
- ダンボ（ジャンボ）※TBS版
- 眠れる森の美女（リア王妃）※初公開版
- ピノキオ（ブルー・フェアリー）※初公開版

## 著書
- 『うたのおけいこ』 学級図書館 青葉書房, 1957
- 『知恵を伸ばす音楽教育』文芸春秋, 1971

### 共編著・監修
- 『歌のおばさん』編. 隆文館, 1955
- 『日本童謡集』監修. 金園社, 1957
- 『日本こどもの歌名曲集』長田暁二共編. 全音楽譜出版社, 1962

### 翻訳
- 『ピーター・パン』小学館の幼年絵本 ウォルト・ディズニー絵, 小学館, 1955

## 関連人物
- 阿久悠
- 岩崎宏美
- 岩崎良美